# Soft butch
Una soft butch (del inglés, «butch suave»), o stem (de stud y fem), es una lesbiana que exhibe algunos rasgos estereotípicos de lesbiana butch sin encajar en su definición. Una persona soft butch se encuentra en el espectro de butch, al igual que una stone butch, mientras que por el contrario, ultra fem, high femme y lesbiana lipstick son algunas de las etiquetas del espectro sáfico asociadas a una expresión externa más centrada de feminidad, todas ellas bajo el paraguas femme. Las soft butches tienen expresiones de género femeninas, pero muestran principalmente características masculinas, es decir, se expresan predominantemente como masculinas con un toque de feminidad.
La «dureza», o la etiqueta que representa el nivel de expresión masculina de una persona butch depende de la fluidez de su expresión de género. Las soft butches pueden querer expresar una identidad masculina a través de su ropa o peinado, pero tienen un comportamiento más tradicionalmente femenino. Entre los posibles rasgos de una soft butch se encuentran el pelo corto, ropa típicamente masculina y gestos y comportamientos asociados a los hombres. Esta mezcla de rasgos femeninos y masculinos provocan que en ocasiones, las soft butches tengan una apariencia más andrógina que una butch. En general, las soft butches se expresan física, sexual y románticamente de forma más masculina que femenina.
Además de su identidad externa, una soft butch también tiene una forma distintiva de expresarse sexualmente. Las soft butch pueden querer tener un rol sexual o romántico más pasivo en sus relaciones, un comportamiento generalmente asociado con la feminidad. Este es uno de los ejemplos de combinación de identidad femenina y masculina en una misma persona, en concreto combinando una identidad más masculina con rasgos femeninos. Este deseo de expresar tanto la masculinidad como la feminidad a través del propio género y la sexualidad no solo es apreciable en las soft butch, también en otras personas de diversas orientaciones sexuales y géneros.

## Lectura adicional
- Robertson, Julia Diana (25 de julio de 2017). «Annemarie Schwarzenbach—The Forgotten Woman—Activist, Writer & Style Icon». HuffPost.
- Webster, Madeline (27 de junio de 2019). «Butch/Femme Relationships: A Lesbian Way of Loving». AfterEllen.